# Lamprosoma
Lamprosoma is een geslacht van kevers uit de familie bladkevers (Chrysomelidae).
De wetenschappelijke naam van het geslacht werd in 1818 gepubliceerd door William Kirby. De naam van het geslacht komt van het Grieks lampros (schitterend; glanzend) en soma (lichaam) en verwijst naar de metaalglans van de kevers.
Kirby beschreef de nieuwe soort Lamprosoma bicolor uit Brazilië. Hij rekende ook Chrysomela globus Fabricius en Eumolpus globosus Olivier tot dit geslacht van overwegend kleine kevers met een gedrongen, halfbolvormig of ovaal lichaam.
Jean Théodore Lacordaire beschreef in 1848 de "Lamprosomideae" met drie geslachten: Lychnophaes (9 soorten), Lamprosoma (68 soorten) en Sphaerocharis (2 soorten). De Lamprosoma-soorten die hij beschreef waren afkomstig uit Brazilië (36 soorten), Cayenne (7), Colombia (7), Mexico (15), Puerto Rico (1), 1 uit Europa (Lamprosoma concolor) en 1 uit een niet met zekerheid gekend land (waarschijnlijk Bolivia of Brazilië).
Lacordaire gaf toe dat het erg moeilijk was om de soorten te onderscheiden vanwege de minieme verschillen in vorm en de erg kleine organen van de kevers. Hij geloofde dat ten minste een derde van de soorten nooit afdoende zou kunnen beschreven worden om ze eenduidig te kunnen determineren; tegen die taak bleek hij in elk geval niet opgewassen ("du moins suis-je obligé de déclarer, après le travail le plus opiniâtre, que ce résultat est au dessus de mes forces.")
Lamprosoma concolor wordt nu beschouwd als een synoniem van Oomorphus concolor. Het geslacht Lamprosoma komt uitsluitend voor in het Neotropisch gebied.

## Soorten
Het geslacht omvat onder meer de volgende soorten:
- Lamprosoma alacre Caxambu & de Almeida, Lucia Massutti, 2003
- Lamprosoma amethystinum Perty, 1832
- Lamprosoma ardens Kirsch, 1875
- Lamprosoma azureum Germar, 1824
- Lamprosoma bicolor Kirby, 1818
- Lamprosoma chrysopygium Germar, 1824
- Lamprosoma corruscum Guérin-Méneville, 1844
- Lamprosoma podtiaguini Monrós, 1947
- Lamprosoma triste Guérin-Méneville, 1844